# Fårhultsmasten

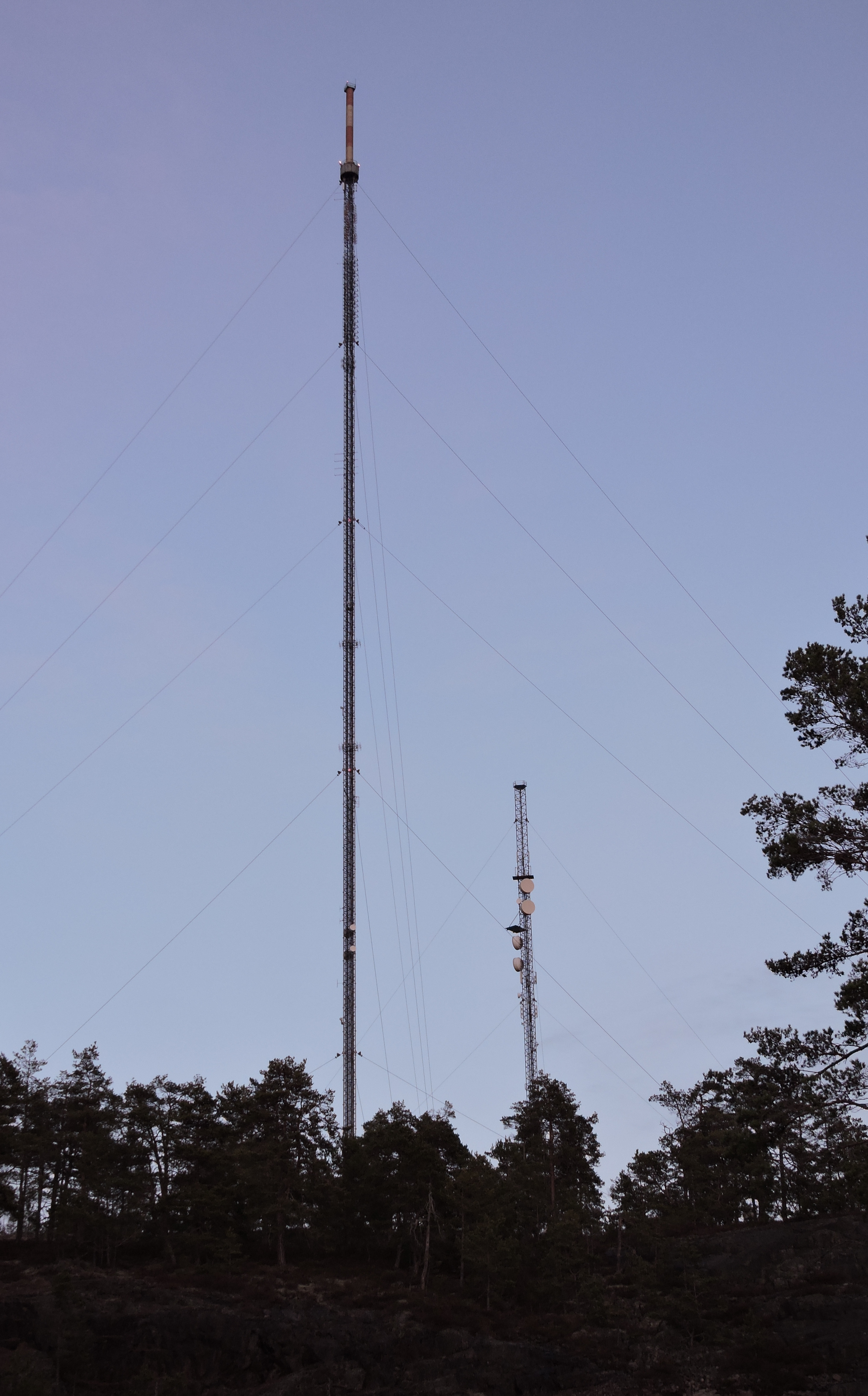
Fårhultsmasten

Fårhultsmasten ist die Bezeichnung eines 335 Meter hohen Sendemasten zur Verbreitung von UKW-Hörfunk- und Fernsehprogrammen in der
Nähe von Västervik in Schweden. 
Er gehört zusammen mit den Jupukkamasten, Gungvalamasten und Storbergsmasten zu den höchsten Bauwerken in Schweden.